# Estação Pyrénées
Pyrénées é uma estação da Linha 11 do Metrô de Paris, localizada na fronteira do 19.º e do 20.º arrondissements de Paris.

## Localização
A estação está localizada na rue de Belleville, a sudoeste do cruzamento com a rue des Pyrénées e a avenue Simon-Bolivar.

## História
A estação foi aberta em 28 de abril de 1935 com o lançamento da linha 11 entre Châtelet e Porte des Lilas.
Ela deve o seu nome à sua implantação no final da rue des Pyrénées, que é a rua mais longa do 20.º arrondissement e a segunda mais longa da capital depois da rue de Vaugirard. Seu nome faz referência à cordilheira dos Pireneus, fronteira natural entre a Espanha e a França, que também deu o nome ao tratado de paz de 1659 entre os dois países mencionados.
Ela viu entrar 3 457 271 passageiros em 2013, o que a coloca na 152ª posição das estações de metrô por sua frequência.
Em 1 de abril de 2016, uma parte das placas nominativas nas plataformas da estação foram substituídas pela RATP para fazer um dia da mentira durante o dia, como em outras doze estações. Pyrénées foi renomeada "Alpes" em referência ao outro maciço montanhoso principal que penetra no território francês.

## Serviços aos passageiros

### Acesso
A estação tem quatro acessos, cada um constituído de uma escada fixa ornada com um candelabro Dervaux:
- o acesso 1 "rue des Pyrénées" levando à direita do nº 360 da referida rua;
- o accesso 2 "rue de Belleville" se situando face ao nº 403 da rue des Pyrénées;
- o acesso 3 "avenue Simon Bolivar" se localizando à direita do nº 1 da referida avenida;
- o acesso 4 "rua Clavel" sendo estabelecido face ao nº 4 da avenue Simon Bolivar.

### Plataformas
Pirineus é uma estação em curva de configuração padrão: ela tem duas plataformas laterais separadas pelas vias do metrô e a abóbada é elíptica. A decoração é do estilo utilizado pela maioria das estações de metrô: as telhas em cerâmica brancas biseladas recobrem os pés-direitos, os tímpanos e as saídas dos corredores, enquanto que a abóbada é pintada de branco. A iluminação é no entanto fornecida por duas faixas luminosas específicas suspensas que também são encontradas na estação Télégraphe. Os quadros publicitários são em cerâmica branca e o nome da estação é registrada em fonte Parisine em placas esmaltadas. Os assentos são de estilo "Akiko" de cor laranja.

### Intermodalidade
A estação é servida pela linha 26 da rede de ônibus RATP e, à noite, pelas linhas N12 e N23 da rede Noctilien.

## Projeto
Como parte do projeto de extensão da Linha 11, planeja-se criar uma saída simples suplementar ligando o meio das plataformas à avenue Simon-Bolivar com dois degraus em ambos os lados da avenida. Além disso, um funil existente,  rue des Pyrénées lado ímpar, será modificado e equipado com uma escada rolante mecânica que substituirá uma escada fixa.

## Pontos turísticos
- Parc de Belleville
- Parc des Buttes-Chaumont